# Association of American Physicians
Die Association of American Physicians (AAP) ist eine US-amerikanische Gelehrtengesellschaft. Sie wurde 1885 von sieben Ärzten gegründet, darunter William Osler. Ihr erstes Jahrestreffen fand 1886 statt; die Ergebnisse  wurden zunächst in der Zeitschrift Transactions veröffentlicht, die 1995 durch Proceedings of the Association of American Physicians ersetzt wurde, die weitere wissenschaftliche Bereiche abdeckte. Auch diese Zeitschrift wurde schließlich eingestellt.
Ihre Jahrestreffen führt die AAP inzwischen gemeinsam mit der American Society for Clinical Investigation durch. Als wissenschaftliche Auszeichnung vergibt die AAP die George M. Kober Medal and Lectureship; die George M. Kober Medal jährlich, die George M. Kober Lectureship etwa alle drei Jahre.
Stand 2022 hat die Organisation etwa 1200 aktive Mitglieder und 700 emeritierte Mitglieder beziehungsweise Ehrenmitglieder, überwiegend aus den Vereinigten Staaten und Kanada. Jedes Jahr werden höchstens 70 Mitglieder hinzugewählt. Präsident (2022/2023) ist Daniel P. Kelly.